# The Real Me (W.A.S.P.)
The Real Me è il quindicesimo singolo degli W.A.S.P.
Registrata nel maggio 1989, la canzone è stata pubblicata per la prima volta nell'album The Headless Children dello stesso anno. Esiste una seconda edizione del singolo, in cui non è inclusa "War Cry". Nel singolo ci sono foto a colori, in cui il batterista Frankie Banali appare come membro della band a tutti gli effetti.

## Tracce
1. The Real Me 03:21 (cover degli Who)
2. Lake of Fools 05:29
3. War Cry 05:31

## Tracce (seconda edizione)
1. The Real Me 03:21 (cover degli Who)
2. Lake of Fools 05:29

## Formazione
- Blackie Lawless – voce, chitarra
- Chris Holmes – chitarra
- Johnny Rod – basso, voce
- Frankie Banali - batteria